# Singles 1963-1965
Singles 1963-1965 is een cd-boxcompilatie van The Rolling Stones. Het bevat singles en ep's van de band van 1963 tot en met 1965.

## Nummers
- Alle nummers zijn geschreven door Mick Jagger en Keith Richards tenzij anders is vermeld.

### Disc 1
1. Come On (Chuck Berry) - 1:48
2. I Want To Be Loved (Willie Dixon) - 1:52

### Disc 2
1. I Wanna Be Your Man (The Beatles) - 1:44
2. Stoned (Nanker Phelge) - 2:07

### Disc 3: van de epThe Rolling Stones
1. Bye Bye Johnny (Chuck Berry) - 2:09
2. Money (That's What I Want) (Berry Gordy/Janie Bradford) - 2:31
3. You Better Move On (Arthur Alexander) - 2:39
4. Poison Ivy (Jerry Leiber/Mike Stoller) - 2:06

### Disc 4
1. Not Fade Away (Buddy Holly/Norman Petty) - 1:47
2. Little by Little (Nanker Phelge/Phil Spector) - 2:39

### Disc 5
1. It's All Over Now (Bobby Womack/Shirley Jean Womack) - 3:28
2. Good Times, Bad Times - 2:30

### Disc 6: van de epFive by Five
1. If You Need Me (Robert Batemen/Wilson Pickett) - 2:03
2. Empty Heart (Nanker Phelge) - 2:37
3. 2120 South Michigan Avenue (Nanker Phelge) - 2:07
4. Confessin' The Blues(Walter Brown/Jay McShann) - 2:48
5. Around and Around (Chuck Berry) - 3:05

### Disc 7
1. Tell Me (You're Coming Back) - 2:37
2. I just want to make love to you (Willie Dixon) - 2:17

### Disc 8
1. Time Is On My Side (Norman Meade) - 2:52
2. Congratulations - 2:28

### Disc 9
1. Little Red Rooster (Willie Dixon) - 3:05
2. Off The Hook - 2:34

### Disc 10
1. Heart of Stone - 2:46
2. What A Shame - 3:03

### Disc 11
1. The Last Time - 3:42
2. Play with Fire (Nanker Phelge) - 2:14

### Disc 12: van de live-epGot Live if You Want It!
1. We Want The Stones (Nanker Phelge) - 0:13
2. Everybody Needs Somebody to Love (Solomon Burke/Bert Russell/Jerry Wexler) - 0:36
3. Pain In My Heart (Naomi Neville) - 2:03
4. Route 66 (Bobby Troup) - 2:36
5. I'm Movin' On (Hank Snow) - 2:13
6. I'm Alright - 2:22